# イコン
イコン（ギリシア語: εικών, ロシア語: Икона, 英語: Icon, ドイツ語: Ikon）とは、イエス・キリスト（イイスス・ハリストス）、聖人、天使、聖書における重要出来事やたとえ話、教会史上の出来事を画いた画像（多くは平面）である。"εικών"をイコンと読むのは中世から現代までのギリシャ語による（ειは中世・現代ギリシャ語では「イ」と読む）。古典ギリシャ語再建音ではエイコーン。正教会では聖像とも呼ぶ。

## 概要
「イコン」と言えば正教会で用いられるものを指すことが多く、場合によってはイコンは正教会のものとして限定的に説明されることもある。イコンは、正教会以外のキリスト教の教派でも用いられないわけではなく、カトリック教会においても用いられるが、カトリック教会ではこれを聖像画とも呼ぶ。
正教会・カトリック教会の両教派が承認する第七全地公会（第2ニカイア公会議）において確認された、イコンの使用を正統とする教理等については両教派に共通する部分もあるが、本項では正教会におけるイコンをまず中心に扱い、西方教会・西欧におけるイコン・宗教画については若干にとどめる。

## 形状
正教会でのイコンの多くは平面であり、正教会においては立像は用いられない訳ではないが、極めて稀である。その形状は板絵のみならず、フレスコ画、写本挿絵、モザイク画など多様である。
他方、カトリック教会では正教会と異なり、立像（3次元の像）を避けるということは特になく、平面像と立像をあわせて「聖画像」と呼んでいる。信者間の通称では、平面像のことを「御絵（ごえ）」、立像のことを「御像（ごぞう）」と呼ぶことも多い。カトリック教会では「イコン」について、広義には聖画像一般を指し、狭義には東方教会における聖画を指す、と整理されることがある。

## 正教会

### 概要

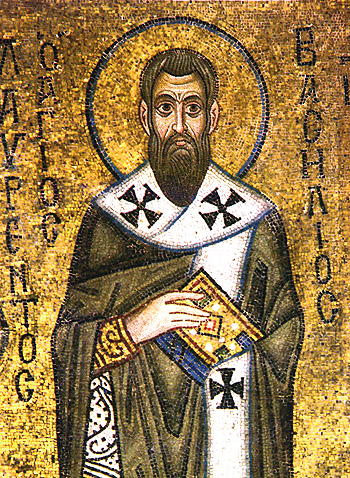
聖大ワシリイのモザイクイコン（キエフの聖ソフィア大聖堂、11世紀）

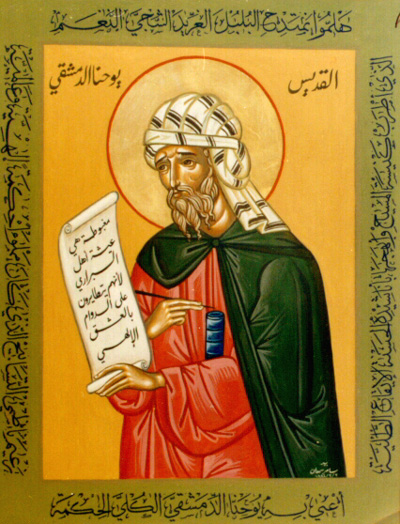
ダマスコのイオアンのイコン。アラビア語が周りに書かれている。

正教会においてイコンとは、単なる聖堂の装飾や奉神礼の道具ではなく、正教徒が祈り、口付けする、聖なるものである。但し信仰の対象となるのはイコンそのものではなく、イコンに画かれた原像である。このことについて、正教会では「遠距離恋愛者が持つ恋人の写真」「彼女は、写真に恋をしているのではなく、写真に写っている彼を愛している」といった喩えで説明されることがある。
聖大ワシリイ（大バシレイオス）（330年頃 - 379年）は、「聖像への尊敬はその原像に帰す」とした。ダマスコのイオアン（676年頃 - 749年）はこれを引用した上で、原像は聖像化されるものであるとともに結果を得る（尊敬を得る）元になるものでもあるとして、こうした聖像への敬拝を、東に向かって祈ることや十字架への尊敬とともに、書かれざる聖伝（アグラフォシス・パラドシス）に数えた。
すなわち正教会において、イコンは信仰の対象ではなく、崇拝の対象でもないが（崇拝・礼拝は神にのみ帰される）、信仰の媒介として尊ばれる。
こうした教義は第七全地公会議において確認されたが、この公会議では全き人としてこの世に存在した全き神であるハリストス（キリスト）を画き出すことは、神言の藉身（受肉）に対する信仰を守ることであることも確認された。
正教徒がイコンの前で祈る時、描かれたハリストス（キリスト）、生神女、聖人に祈る。人はイコンを通じて霊の世界やそこに住む者に触れることが出来るようになる。パーヴェル・フロレンスキイは「イコンとは別の世界への窓口」であるとした。イコンは神の国の存在を信徒に証するとともに、教会にある信徒が神の国にいることを証してもいる。正教の信仰において、イコンは「使用を認められた」というよりも、むしろ属神的（ぞくしんてき、霊的）必需品であるとされる。
ギリシア語の「イコン」（ギリシア語: εικώνの中世 - 現代ギリシア語読み、古典ギリシア語再建音ではエイコーン）は、似姿、印象、かたどり、イメージという意味がある。思いや考えを託す器としてのイメージ（イコン）は、託されたものを表現する働きも持つため、器（イメージ、すなわちイコン）の破壊は器に盛られているものの破壊に通じると考えられる。ここでいう「器」は、具体的には伝統的なイコンの技法、既定された色や構図であると整理される。

### イコン画家
イコンを書く者は、聖伝の中に生き、正教の共同体の一員であり、いつも機密的生活の内にいなければならない。真のイコン画家にとりイコンの制作は習練と祈りの道、修道の道そのものであり、この世と肉体の情念と欲からの解放がなされ、人の意志が神の意志に従えられていなければならない。真のイコン画家は自分のため、もしくは自分の光栄のためにではなく、神の光栄のために働く。
従って原則としてイコン画家はイコンに自分の名を記さない。例外的に記名する場合にも「～によって」「～の制作」「～の手によって」「～の手」といった言葉を付ける。これはイコンの制作課程の中に神聖なものが入り、神の恩寵がイコン画家の心を照らして、彼の手を導くと感じられることによる。

### 歴史
東西教会の分裂がはっきりとするまでの歴史は正教会と西方教会とに共有される部分も大きいが、ここでは正教会に連なる歴史というかたちで詳述する。

#### 初期（7世紀まで）

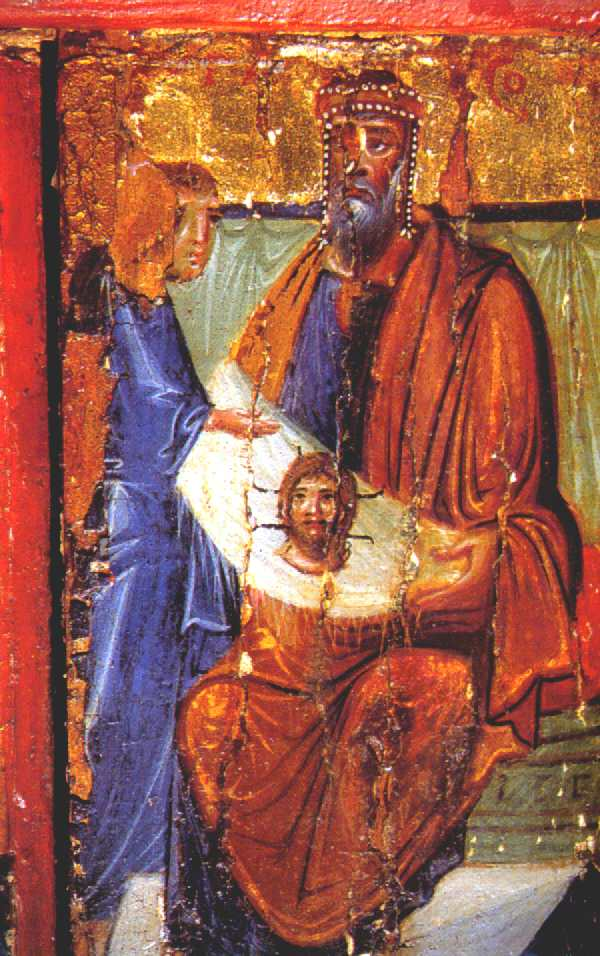
自印聖像の逸話が書かれたイコン（10世紀）

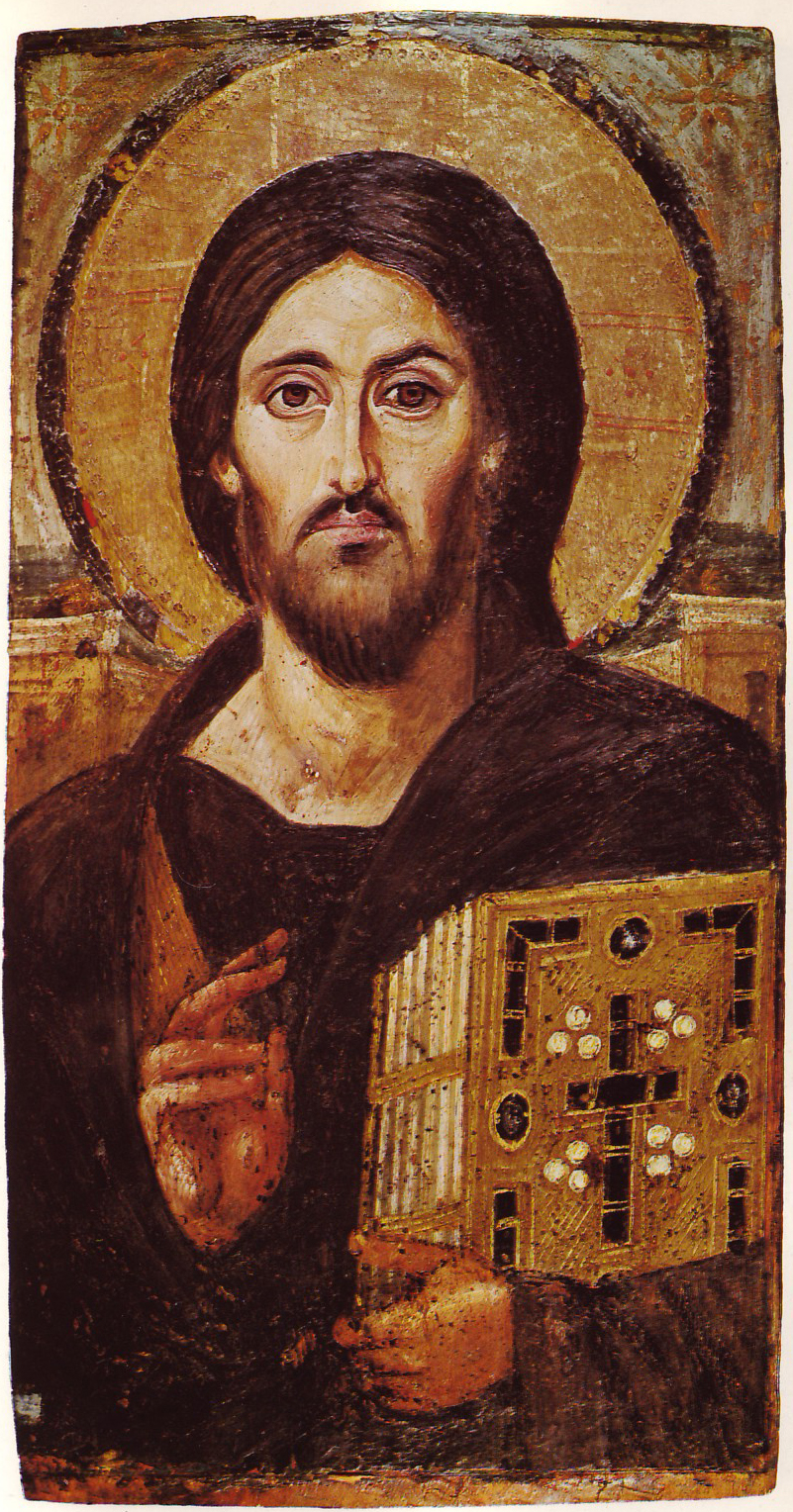
蝋画法によるイイスス・ハリストス（イエス・キリスト）のイコン（6世紀頃、シナイ半島、聖カタリナ修道院所蔵）

全てのイイスス・ハリストス（イエス・キリスト）の顔が画かれたイコンの原型となっているのは、『手にて描かれざるイコン』とも呼ばれる『自印聖像』である。これは、イイススが顔を洗い、自らの顔を布に押し当てると、イイススの顔が布に写るという奇蹟が起きたことによるものであると、教会の伝承は伝えている（ただし『自印聖像』のオリジナルは、1204年、第四回十字軍がコンスタンティノープルを蹂躙した際に失われた）。
伝承によれば、聖使徒ルカによって生神女マリヤの存命中に彼女が画かれたイコンが最初のイコンだとされている。『ウラジーミルの生神女』は、聖使徒ルカによるものとして正教会では伝えられている。
ただし上記二つの伝承はあくまで教会が伝える伝承であり、歴史学・考古学において確認されたものではない。
ダマスコのイオアンが金口イオアンの生涯について書いた著作の中では、金口イオアンが聖使徒パウロのイコンを自分の前に置いてパウロ書簡を読んでいたと記されている。ニッサの聖グリゴリイ（ニュッサのグレゴリオス）はイサクの燔祭のイコンを見て、深く感動したことを語っている。
4世紀の著作家エウセビオスは、ハリストス（キリスト）に癒しを受けた血友病の女（マタイによる福音書 9:20 - 23）の家に建てられたハリストスの立像のことを書き残している。また彼は、生前に書かれたハリストス、ペトロ、パウロの肖像画が同時代に保存されていたことを記録している。
他方、初期にはイイスス・ハリストス（イエス・キリスト）と象徴的に結び付けられた魚・子羊・牧者・鳩・葡萄の枝などが広く用いられたが、4世紀にキリスト教が公認されて以降、人の姿が画かれたイコンが広まっていった。6世紀以降は、ヘレニズムやオリエント文化（特にシリア）の教会の信仰の影響のもとに、イコンの数や各種表現が増えて、整えられて成熟していった。
イコンは（いつごろからあったのか正確な年代は不明であるが）初期から存在していた一方で、イコンを否定する議論も初期から存在していた。
最初から議論になったのはイコンが偶像崇拝に当たるのではないかという疑いである。キリスト教では（ユダヤ教やイスラームも同様であるが）偶像崇拝を禁じている。その根拠となるのは旧約聖書に記された十戒の第二戒（出エジプト記 20:4 - 6、申命記 5:8 - 10）である。
エウセビオスは先述の通り、ハリストス（キリスト）や使徒達の肖像画・立像が当時存在していたことを記録した著作家であるが、一方でそうした画像自体に対しては否定的であった。エウセビオスは皇帝の異母妹コンスタンティアからハリストスの肖像画を所望されたことへの返信の中で、「ハリストス（キリスト）の栄光」を「死んだ色と生命の無い絵で描く事」の不可能性に言及してこれを断っている。

#### 聖像破壊運動（イコノクラスム、8世紀から9世紀前半）
7世紀にイスラムが興り、東ローマ帝国と戦火を交えるようになると、一切の宗教画を用いないイスラムに影響されて、イコン（聖像）を否定する考えが教会内に広がった。
726年から、東ローマ帝国皇帝レオン3世は、本格的に聖像廃止に取り掛かった（同年、サントリーニ火山が噴火しており、皇帝はこれを神からのイコンへの怒りと解釈した）。727年には、宮殿の門にかかっていたハリストス（キリスト）のイコンを破壊しようとしていた兵士たちが、イコン廃止に反対する婦人たちによって梯子から引きずり落とされ死傷者が出た事件をきっかけに、イコン賛成者たちは海軍とともに反乱を起こした。反乱は皇帝によってすぐに鎮圧されたが、これが帝国中におけるイコンの是非を巡る論争の始まりであった。730年にはレオン3世は自身への同調者を集めて公会議を開き、イコンを禁止する命令を発布した。
高橋保行によれば、レオン3世がイコン廃止を打ち出した時期には、イコン反対論者が多く存在していたアルメニア、シリア北部出身の兵士が帝国の防衛にとって重要となっており、彼らへの配慮がイコン禁止令の背景にあったとされる。ただしイコノクラスム（聖像破壊運動）の原因については、イコノクラスムを行った（イコンを破壊した）当事者の側の史料が殆ど残っていないため、研究すること自体が極めて困難である。
レオン3世は741年に永眠したが、コンスタンティノス5世はイコン禁止の姿勢を父帝から継承。総主教の出席を欠き要件を満たさない「公会議」を開催し（総主教が出席しなかったことから「頭なしの会議」とも呼ばれる、754年）、イコン賛成論者を異端と決議し、762年から本格的に迫害を開始した。修道院は、イコンを制作していたことと、兵役に適齢である若者を修道士として受け入れていたことから、特に弾圧の対象となった。ただしブルガール人が帝国の北境を脅かしたため皇帝は防衛に忙殺され、イコン論争に最終的な決着を付けることなく永眠した。
こうしたイコノクラスムを行った皇帝達には、「神事に仕えるものとして定められた」教権と、「この世の事に良き秩序を与えるものとして定められた」帝権とが区別された（ユスティニアヌス1世による『新勅法』6、535年）東ローマ帝国において、教権と帝権の両権の掌握を強硬に主張したという特徴がある。レオン3世は「余は皇帝にして司祭長なり」と述べたと伝えられる。
こうして8世紀から9世紀前半にかけて（726年 – 787年、815年 – 843年）、イコン破壊が断続的に東ローマ帝国全土で行われた。破壊運動が徹底的に行われた結果、それ以前の東ローマ帝国におけるイコンは、シナイ半島にある聖カタリナ修道院が所蔵する僅かなものやテッサロニキに遺された僅かなモザイク画イコンの他は残されておらず、他には西欧においてモザイク画イコンが僅かに残されているのみである。また1世紀以上にわたりイコンの発展は妨げられ、教会の精神性と神秘性が低迷したと正教会からは評される。
教会は帝権に対し、暴力ではなく致命（殉教）によって積極的に抵抗した。ダマスコのイオアンはこうした皇帝の主張に対して、「帝よ、我らこの世の政や人頭税や通行税などにおいては爾に忠実なるも、教会の仕組みにては我らに言葉を述べ、教会規程を定めし牧者を別に戴きおるなり。」と反駁した。また修道士達は、信仰の事柄に関する決定は帝国のあずかり知らぬことであるとしてイコン擁護にまわった（例：克肖者表信者ヴァシリオス）。

#### イコノクラスム終結（787年の第七全地公会～9世紀半ば）
レオン4世およびコンスタンティノス6世の摂政となり、後に女帝となったイリナ（エイレーネー）は、イコン賛成論者だった。787年の第七全地公会は彼女の働きによって召集された。この全地公会議において、754年の「頭なしの会議」の決議は一切無効とされ、イコンの神学的位置づけが真剣に討議され、以下のように定理（教義）を確認、決議した。

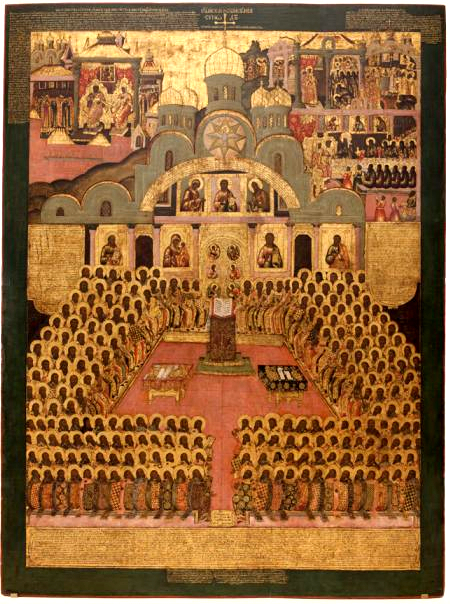
第七全地公会（第2ニカイア公会議）のイコン。

上記の確認された定理は、以下のようにまとめられる。
- 全き人としてこの世に存在した全き神であるハリストス（キリスト）を画き出すことは、神言の藉身に対する信仰を守ることである[17]。 - 歴史的に存在した神ハリストスを画き出すことは、見えない神を想像し画き出す偶像とは異なる[38]。見えない神が人となって、この世で見える姿をとったから（藉身）、その姿を画いても決して偶像にはならない[16]。
- イコンへの敬拝・尊敬は、画かれた原像に帰す[17]。 - イコンそのものを崇拝するのではない[38]。神への崇拝とイコンへの敬拝は違うのであり、神のみが崇拝の対象である[16]。

この第七全地公会の後も論争はくすぶり続けたが、843年に皇后テオドラによって召集された公会議によってイコンの正統性が再確認された。大斎の第一主日は「正教勝利の主日」と呼ばれ、イコン論争におけるイコン擁護論の勝利を記憶している。
オリヴィエ・クレマンは、イコン論争の終結までの顛末について、帝国と教会の対立が教会の勝利に終わったことで、皇帝教皇主義は東ローマ帝国において消滅し、以後、教会と国家の協調（ビザンティン・ハーモニー）という考え方が開花していったとしている。

#### 発展（9世紀半ば～16世紀）

##### 概略

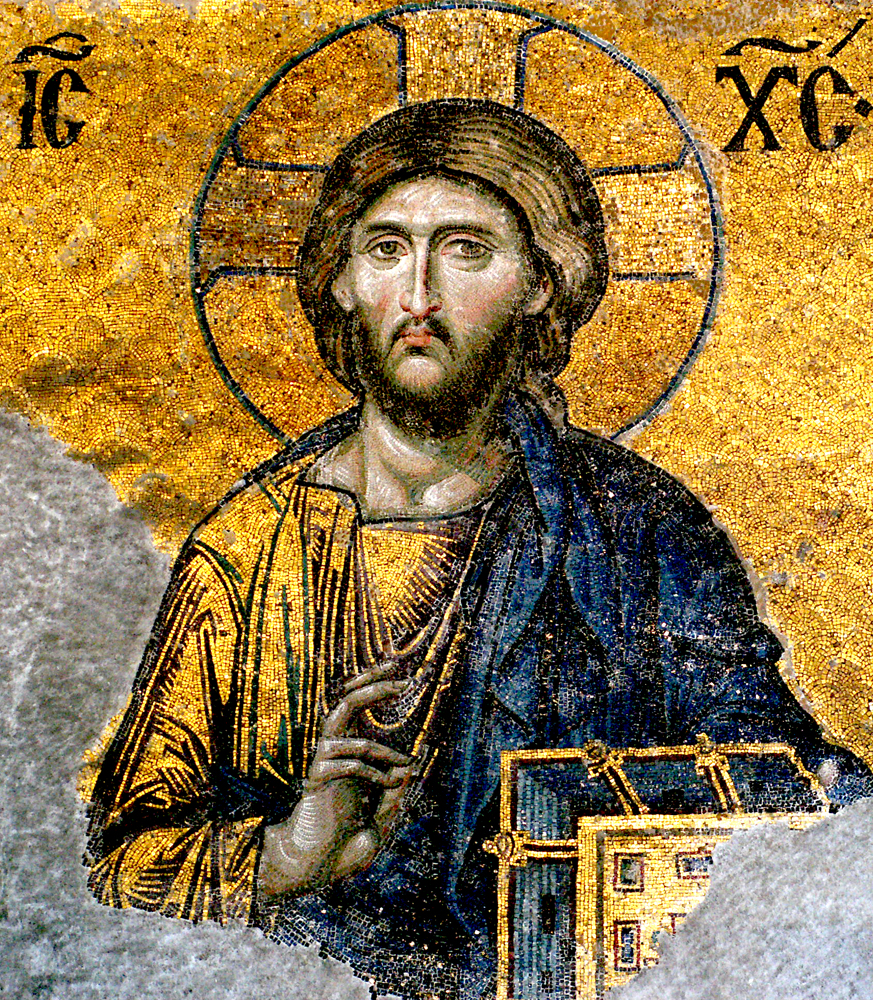
『全能者ハリストス（キリスト）』（12世紀、アギア・ソフィア大聖堂、モザイク）

9世紀半ばにイコノクラスムが終結して以降、イコン表現は再び活発になった。10世紀頃から聖堂の中にはイコンが決まった順序で体系的に配置されるようになり、時代によって多少の違いはあるものの、この様式が現代に至るまで正教会におけるイコンの標準になっている。
聖堂壁面におけるイコン表現で最も重要視されたのはモザイクであった。それまでギリシア人、ローマ人によって道路舗装などに使われていたモザイク技術・美術がイコンに導入された。モザイクイコンは4世紀から14世紀にかけて東ローマ帝国において広範囲に制作されていたが、西からの十字軍遠征（第四回十字軍）とオスマン帝国から受けた攻撃によって帝国の経済が低迷し、14世紀から後には高価なモザイクイコンの制作は全く不可能になり、主要な形態をフレスコイコンなどにとって代わられた（20世紀になって漸く、ギリシャやアメリカでモザイクイコンが僅かに復活している）。
モザイクイコンはフレスコイコンと相性が良く、同じ聖堂に両様式が混在しているケースも多い。またモザイクイコンは壁面にのみ限定されるものではなく、小さな板の上に用いられることもある。
特にギリシア、セルビア、マケドニア、ブルガリア、ルーマニアなどの国々には、数多くの質の高い壁画イコンがある。
ロシアにも著名な壁画イコンがあるが、理由は不明であるが、ロシアにおいてはフレスコイコンなどの壁画イコンよりも板イコンの制作の方が盛んであった。14世紀から15世紀にロシアで活躍した著名なイコン画家として、フェオファン・グレク、アンドレイ・ルブリョフが居る。
13世紀までは板イコンには人物ひとりが画かれるのが普通であったが、13世紀以降は聖なる出来事を画く板イコンの数が飛躍的に増加し、これらも東ローマ帝国からスラヴ圏に広まっていった。

##### 至聖三者のイコン

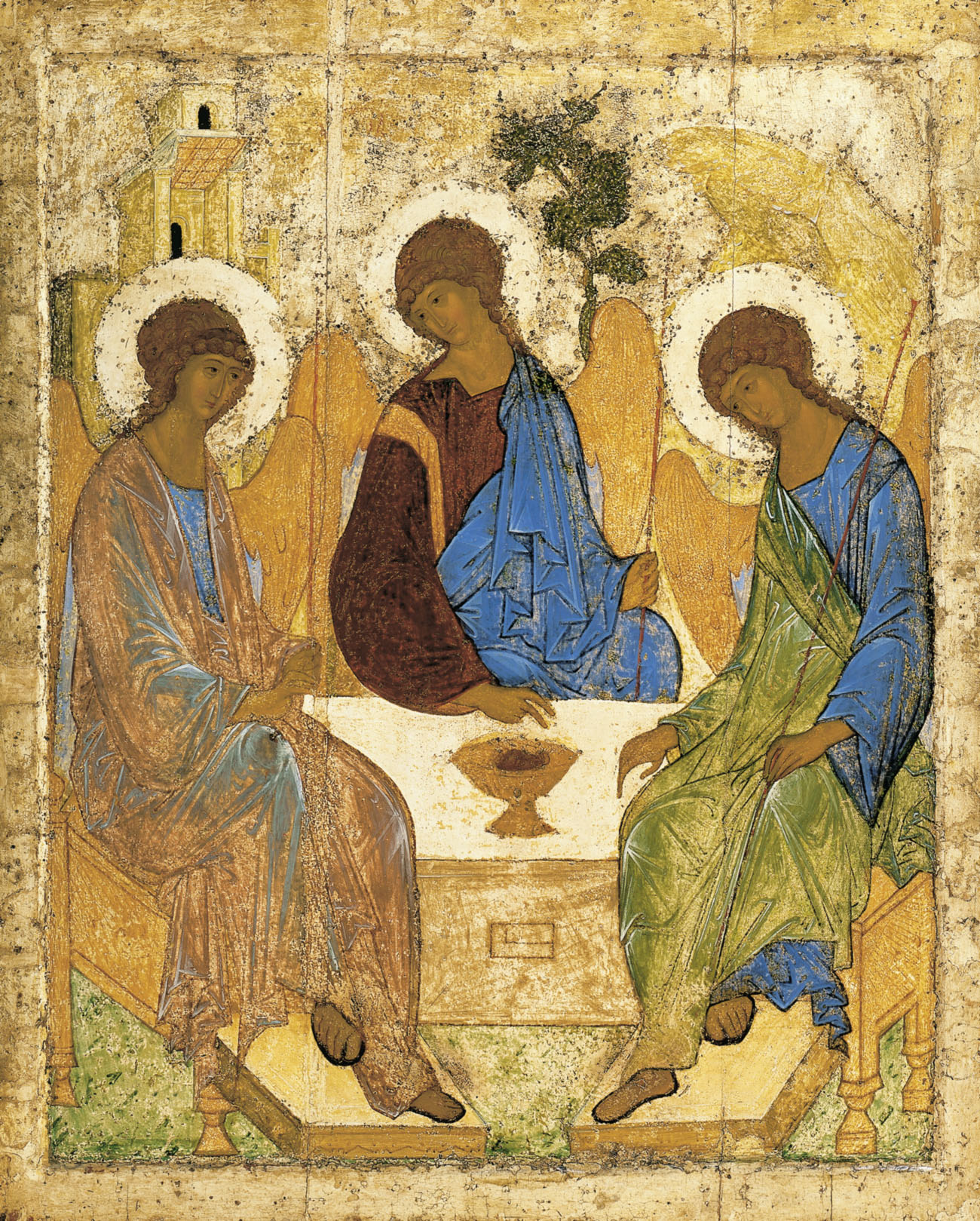
アンドレイ・ルブリョフによるイコン『至聖三者』（1422年～1427年、トレチャコフ美術館所蔵）

正教会において、三位一体である神（至聖三者）のうち、神子（かみこ）イイスス・ハリストス（イエス・キリスト）は先述の通りイコンに画くことが可能とされ、また聖神゜（聖霊）については鴿（ハト）の姿で古くから画かれてきたが、神父（かみちち）についてはいかなる姿でも画くことは出来ないものであった。そこで、創世記18章にある、三人の天使をアブラハムがもてなす姿によって、三位一体を象徴するという手法が用いられてきた。三人の天使は至聖三者の象徴であると正教会においては解釈される。
従前のアブラハムによるもてなしのイコン（「フィロクセニヤ」）においてはアブラハムとサラ、牛の屠殺、テーブルに並ぶ料理も画かれているが、アンドレイ・ルブリョフによるイコン『至聖三者』は、詳細を画かず、至聖三者の啓示を強調している。
1551年、モスクワで百章会議（ロシア語: Стоглавый собор）と呼ばれる公会議が開かれた。百章会議が扱った対象は多岐に亘るが、至聖三者（三位一体）のイコンはギリシャ人やアンドレイ・ルブリョフによるもののように画かれなければならないとの決議がその内容に含まれる。また、1666年のモスクワ公会において、神父（かみちち）を老人の姿で画きだすことが禁止された。

##### マケドニア派とクレタ派

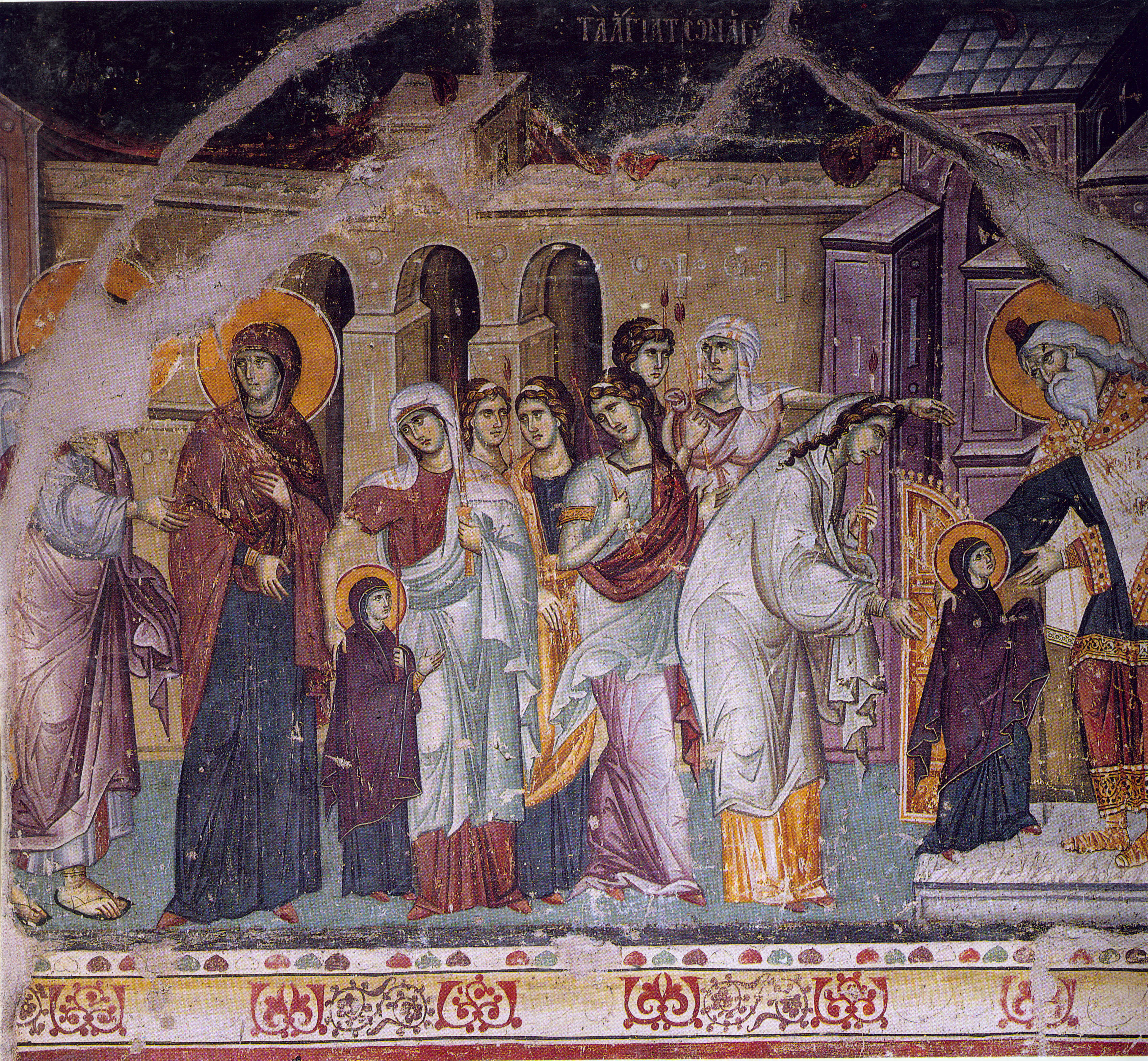
『生神女進殿』（マケドニア派のマヌイル・パンセリノスによる壁画イコン、1290年 - 1310年頃、アトス山）

1204年に第四回十字軍が東ローマ帝国に攻め込んで以降、帝国の経済力・軍事力は落ち込んだが、美術の水準まで落ち込んだわけではない。14世紀にはマケドニア派とクレタ派というイコンにおける二つの潮流が成立していた。ただし「マケドニア派」「クレタ派」の名称のいずれも便宜的なものであって、いずれもマケドニア、クレタから始まったものでもなければ、両地域に限定されるものでもない。
マケドニア派は13世紀頃に始まり、コンスタンティノープルで育ち、テッサロニキで発展。ギリシアのイコン画家を通してギリシア、バルカン半島全域に広がり、14世紀初頭にはミストラに至った。13世紀から14世紀にかけて最盛期を迎えたが、14世紀末から民芸化が始まって衰退し、16世紀の終わりまでにはマケドニア派は消滅した。
マケドニア派の特徴として、古典ギリシア由来の観念的要素の強調が挙げられる。大きい形、淡い色、弱い明暗の対比、比較的単純な衣の襞、精神的に捉えることに徹した人体の表現などがその特徴である。マケドニア派は大きくものを捉える性格から、小さな板イコンよりも広い面積のイコン（壁画など）に頻繁に使われた。

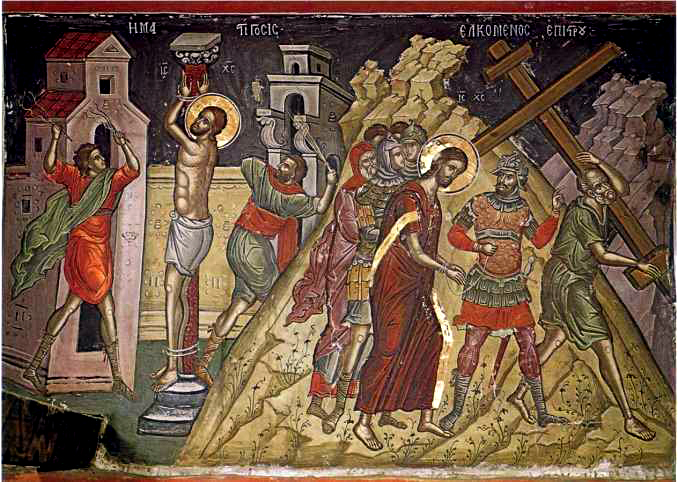
『鞭打ちと十字架の道行き』（クレタ派のセオファニスによる、16世紀半ば、アトス山スラヴロニキタ修道院）

クレタ派はその名称にもかかわらず、クレタ島が発祥の地ではない。どこに始まったかについては定説が無い。14世紀初頭におそらくコンスタンティノープルから始まり、伝えられた先のミストラが早くから中心地となって、14世紀後半にはミストラからクレタ島に伝えられたと考えられている。クレタ島からメテオラ、アトス山などギリシア各地に広まり、バルカン半島の各地に分布していった。
クレタ派は東ローマ帝国末期にマケドニア派と競い合い、1453年にコンスタンティノープルが陥落して以降は、正教会のイコンにおいて主流となり、16世紀に壁画イコン、板イコンいずれにおいても最盛期を迎えた。アトス山にある大ラヴラ修道院の食堂と本堂のフレスコイコンを制作したクレタのセオファニスは、クレタ派の最も代表的なイコン画家に数えられる。
クレタ派の特徴として、13世紀までのイコン表現に倣う制作、背が高く細い姿、幾重にもなる衣の襞、濃い色、強調された明暗の違いが挙げられる。

#### 西欧化（17世紀～19世紀）

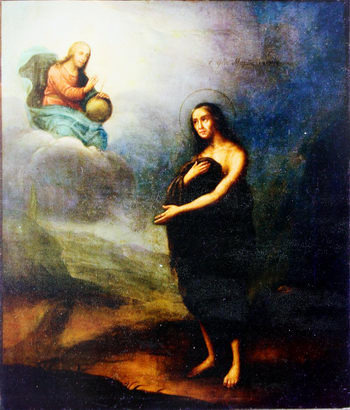
『エジプトのマリア』（19世紀頃、ロシア）いわゆる「西欧化されたイコン」の一例

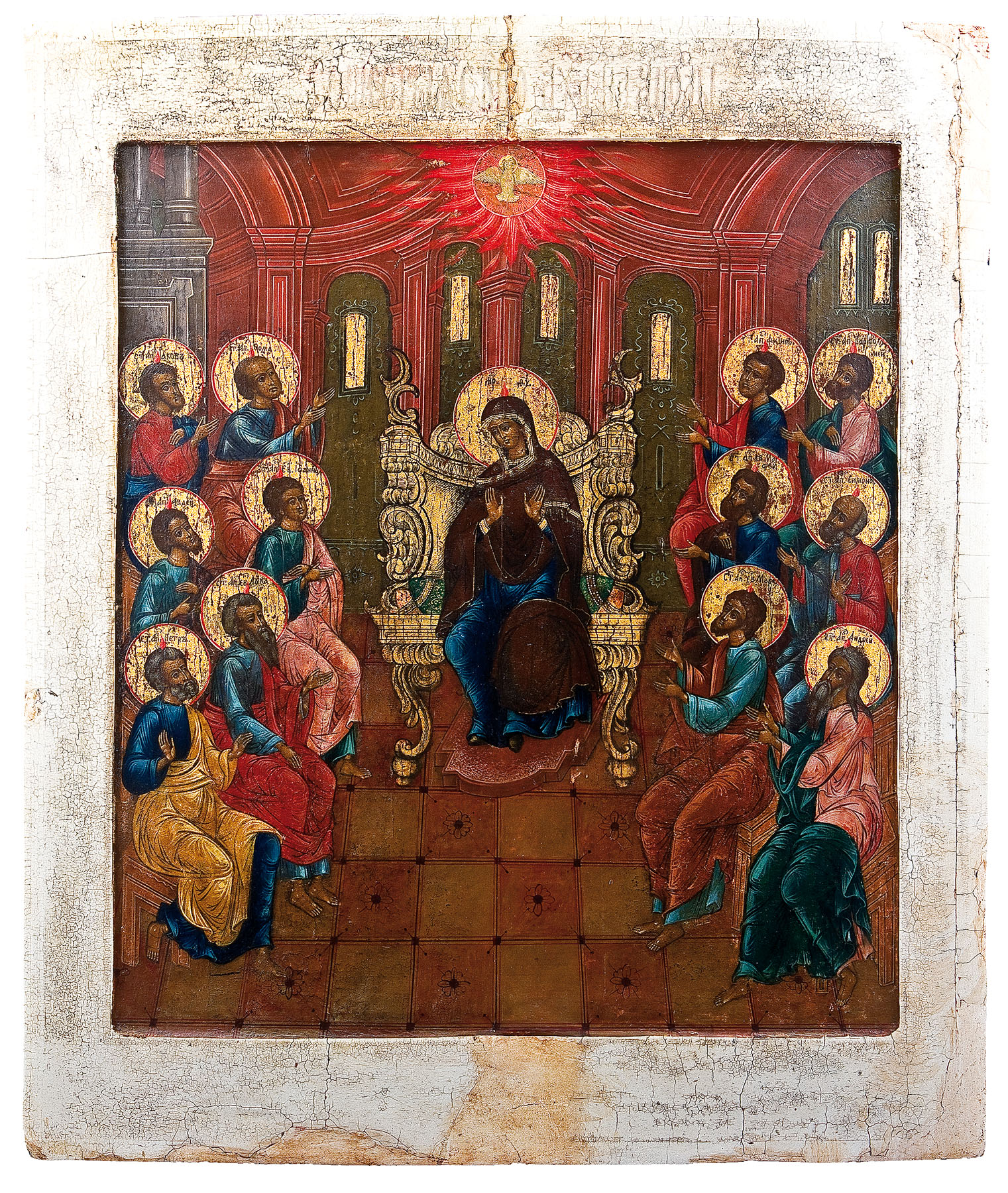
『五旬祭』（18世紀、ロシア、テンペラ）17世紀から19世紀にかけてのロシアでも、このように伝統的なイコンは細々ではあったが画かれ続けて居た。

ロシアでは17世紀頃からイコンが西欧の影響を受けるようになり、ビザンティンの伝統から離れ始め、18世紀にはピョートル1世の西欧化政策の影響もあり、17世紀から19世紀までのロシアにおいてはイコンが西欧化し、質が低下したと、現代の正教会からは否定的に評価される（ただし伝統的イコンも一部では存続していた）。
ギリシャには1821年に始まったギリシャ独立戦争以降、ギリシャが西欧列強に接近した時代に西欧の考え方が流入し、イコン画家達は特にイタリアからの手本・技法を受け入れて多くが伝統から離れた。同様の現象（西欧化）はロシアやギリシャに限らず、ルーマニア、ブルガリア、セルビアでも起きた。
西欧化されたイコンと、伝統的イコンの違いは、以下のように整理される。
伝統的イコンにおいては、画かれる人物・動物・事物は、全て神の光に照らされ安らぎにみち秩序をたもった姿で画かれ、天上界における本来の姿に従って「抽象的」に画かれる。イコンの光は神の光を象徴している。従ってイコンにおいて光は影を作らず、イコン画家が「光」という場合、イコンの背景を示す。また伝統的イコンにおいては遠近法の消失点は分割したり限定したりする不純な空間のしるしに過ぎないと捉えられ、遠近法は逆にされることが多い。遠近法の線は光に包まれたまま神の光栄から光栄へと広がっていると捉えられる。
このような伝統的イコンのあり方に対し、西欧の影響を受けたイコン画家達には「目で見える通りに画く」「人体の細部を忠実に描写して肉体の美に注意を払う」という共通した特徴があった。彼らはビザンティン・イコンにおける厳粛さ、引き締まった表情、この世を離れたものの表現を「矯正」し、写実的になるように「改善」を試みたとされる。
しかし西欧芸術・「西欧化されたイコン」は3次元を捉えて「自然に」画くが、正教会のイコンは3次元的ではないのであり、西欧芸術はこの世を映し出して鏡を見せるかのように提示するが、正教会の伝統的イコンはこの世の背後にあるものを画いて提示すると指摘される。
このように概ね現代の正教会において否定的に捉えられる西欧化されたイコンであるが、現代正教会の聖人である聖セラフィム（ローズ）（1934年 - 1982年）のように、19世紀に西欧化されたイコンで祈り伝統的で聖師父の教えに則って生きた神父に言及し、西欧化された古いイコンを伝統的な技法で画かれた新しいペーパーイコンに置き換えることで先人の信仰生活に結びつく事が出来なくなった教会の例を引き合いに出して、「西欧化されたイコン」に対して過度に否定的な態度を取る事に慎重になるよう促す見解を示す者もいる。

#### 再生

##### 1880年頃～
西欧化されたイコンに対する伝統的イコンの復興は、ロシアにおいては1880年代頃に始まった。
1882年に、皇帝アレクサンドル3世がパレフの農民画家ベロウーソフ親子にモスクワのクレムリンの宮殿内部の壁画修復を注文している。それまでパレフの画家によるイコン、フレスコ装飾は古儀式派との関係もあって古い、粗野、下品といった否定的評価がなされていたが、ここでロシアの西欧化の先頭に立っていた皇帝が、伝統的イコンに評価を与えることとなった。
19世紀後半はイコンのみならず、同時代人であるドストエフスキーも正教会の精神性を代弁しつつ西方教会へ疑問を投げかけ、西欧文化批判を行うなど、一方的西欧化からの脱却が正教会において始まった時代でもあった。またこの時代は世俗的な面におけるロシア美術史においても転換期であり、1880年代に汎ヨーロッパ的なアカデミズムのナザレ派の宗教画から離れたヴィクトル・ヴァスネツォフやミハイル・ヴルーベリが、教会堂壁画やイコンを画いている。
1881年から1883年にかけてイコン画家としての修練を積むためにサンクトペテルブルクに留学していたイリナ山下りんが、「ギリシヤ画」（伝統的イコンを指す）を「ヲバケ画」として否定的に捉え、「イタリヤ画」（西欧化されたイコンを指す）を志向したのには、当時のロシアが伝統的イコンの復興が始まる過渡期にあったという時代背景があった。
なお19世紀末のイコンの伝統復興はまだ始まったばかりであり、未だ画かれていた西欧化されたイコンと、復興が始まったばかりの伝統的イコンとの間で、修道院も対処に戸惑っていた。イリナ山下りんが留学していた時期、修道院の画教師が美術アカデミーの校長であり西欧主義者であるヨルダーンであったことにもそれは示されている。
- パレフのイコン画家による前駆授洗イオアン（洗礼者ヨハネ）のイコン（19世紀、作者不詳）
- ヴィクトル・ヴァスネツォフによる『眠りの聖像』（1896年）

##### 20世紀～現代

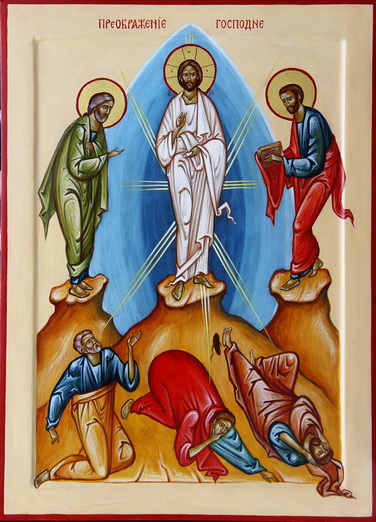
『顕栄』(21世紀ロシア、アレクサンドル・アイネトゥディノフ)

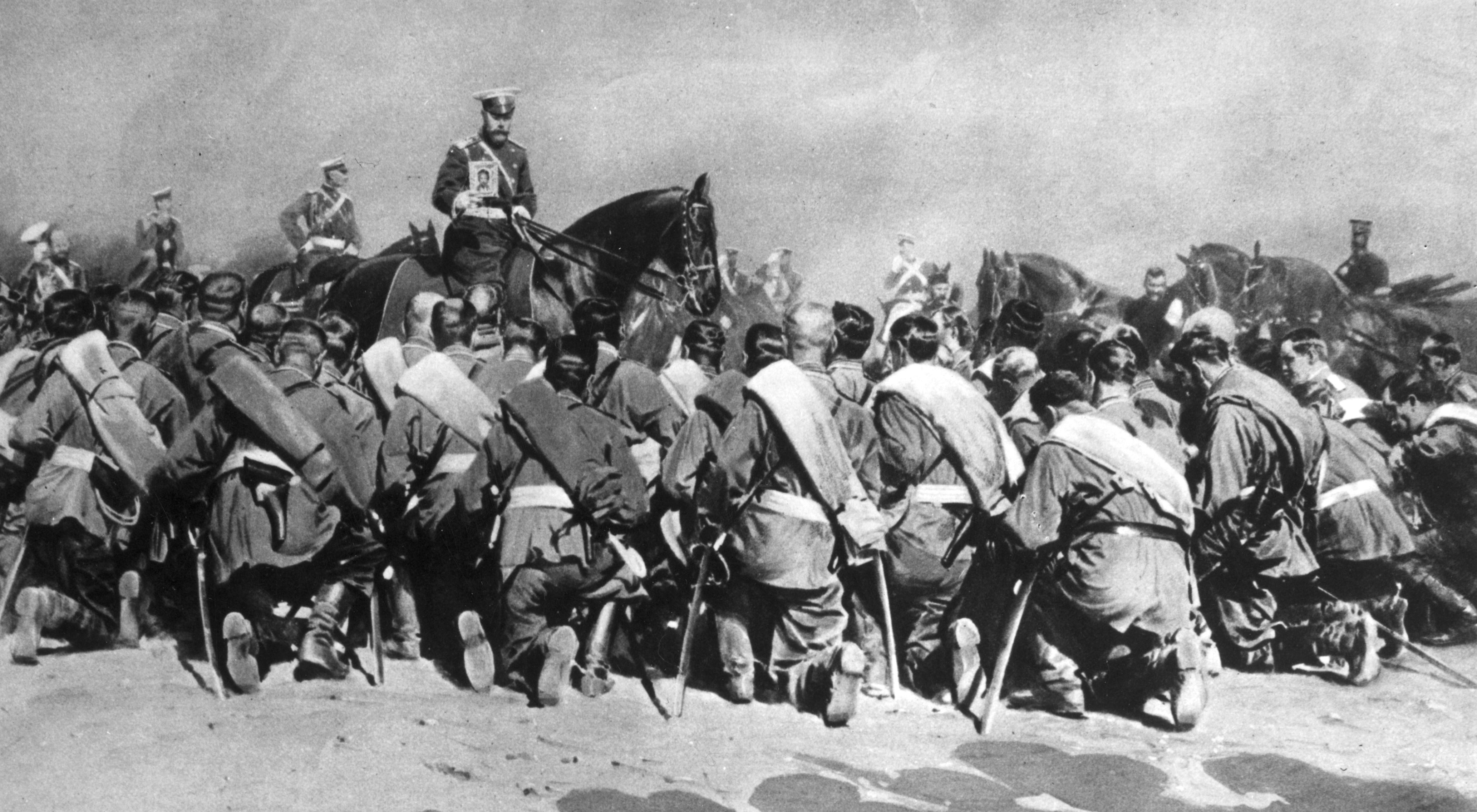
皇帝ニコライ2世がかざしたイコンに礼拝する将兵たち。1914年から1917年撮影。

ロシア革命直前の20世紀初頭にはロシアにおけるイコンの伝統復興は本格化し、ロシア革命後には亡命ロシア人によってイコンの伝統復興が担われていった。イコンを巡る代表的な神学者としてレオニード・ウスペンスキーが挙げられる。
ギリシア、バルカン半島諸国においては20世紀に入り、ビザンティン・イコンへの関心が高まり、古いイコンの修復と保護が行われるようになった。特にフォティス・コントグルー（フォティオス・カンタグルウ）は伝統的なビザンティン・イコンの復興運動（ネオ・ビザンティン）に大きく寄与した。この復興運動はギリシアにとどまらず、出版物や弟子達を通して、アメリカ合衆国における正教会など他国の正教会にも広がった。ネオ・ビザンティンは、マケドニア派とクレタ派を折衷した表現をとっており、現代のギリシャ各地の修道院においてもその流れは継続している。
無神論をとる共産主義政権時代、ソビエト連邦、およびバルカン半島諸国においては教会が厳しく弾圧されており、イコン表現も細々としたものにならざるを得なかった。しかしソ連が崩壊し、バルカン半島諸国で共産主義政権が相次いで崩壊するとイコンも盛んに画かれるようになり、国家に没収されていた聖堂が教会に返還されたり、聖堂が復興・再建・修復されたりする中で、それらの聖堂に画かれる壁画イコンにも伝統的なイコン表現が盛んになった。こうして20世紀末から21世紀初頭のこんにちまで、ギリシア、ロシア、バルカン半島諸国において、イコンの再生運動が継続している。

### 日本でのイコン
正教会の伝搬に従って、日本でもイコンが登場している。イコン画家では、山下りん、鞠安日出子などが知られている。

## 西方教会

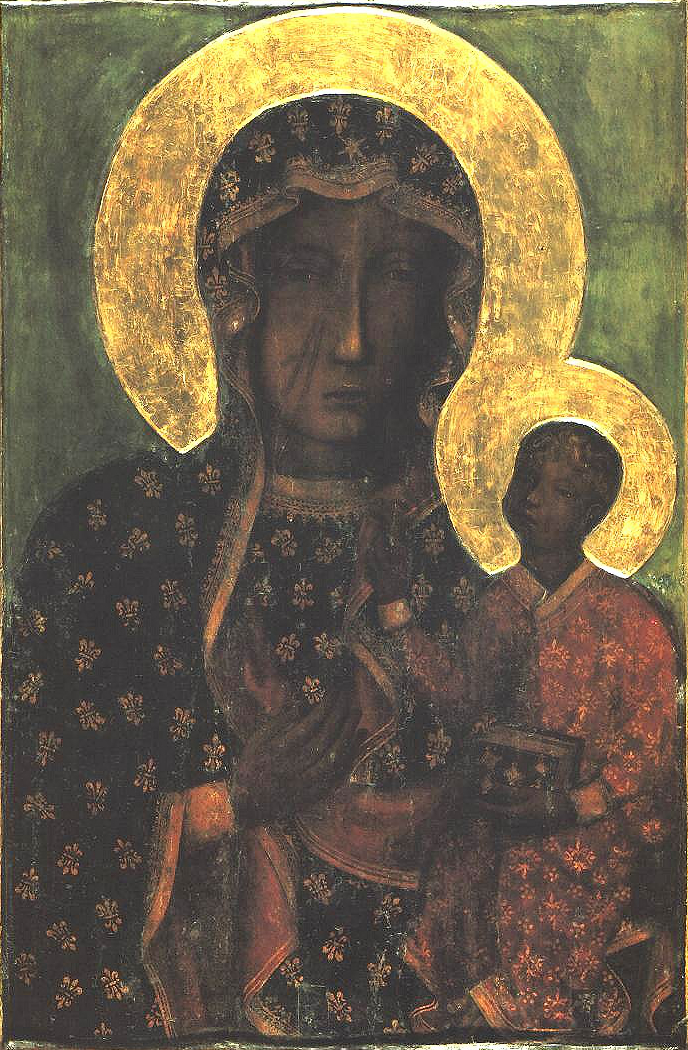
ポーランド最大の巡礼地であるチェンストホーヴァのヤスナ・グラ修道院に納められている黒い聖母のイコン

西方教会のうち、一部の例外を除き、プロテスタントはイコンを使用しない。宗教改革期にはプロテスタントによって聖像破壊運動（担い手からは偶像破壊運動と位置付けられる）が行われた。
他方、カトリック教会は東西教会の分裂以前から、聖画像を伝統的に使用してきた。第2ニカイア公会議によって否定された8世紀の聖像破壊運動も西方では殆ど行われなかった。
聖像の形式に教会の教義で規範を与えた正教会に対して、西方すなわちローマ教会は比較的自由な立場をとった。殊に聖像破壊論争において、教皇グレゴリウス2世を初めローマ教皇は、東ローマ帝国皇帝が出した聖像破壊令に激しく反対した。ただし、トリエント公会議は聖画像崇敬について、行き過ぎた偶像崇拝に陥らないよう注意を促し、聖画像崇敬において教義上誤った表現や展示がされないように、また崇敬の信仰上の意義を教育するよう、司教らの管理義務を促した。
描写の形式で特に教会法上の規範がないことによって、西ヨーロッパの自然主義的な描写は、ルネサンス期のイリュージョニスティックな手法の流行、とりわけ一点透視図法がもたらした絵画空間の写実性により、具象性また再現性の追求において頂点を極めた。このことは逆に対抗宗教改革期における神秘主義の隆盛と相和し、再現的技術の極点としての非写実的描写をもたらした。バロック期のベルニーニの彫刻『聖テレサの法悦』やバロック様式の教会の装飾などにそれが窺える。
様式的自由はまたプロテスタントにも共通する。ルター派地域におけるバロック美術の受容はそのことをよく説明するであろう。しかしその自由な造形的展開は一方で新古典主義の厳格さへと収斂していき、他方で非伝統的なロマン主義絵画、例えばカスパー・ダーヴィド・フリードリヒの聖性の表現としての風景画といった絵画語法を生み出すのである。
エキュメニカルな「テゼ共同体」でも、「友情のイコン」などのイコンがしばしば用いられている。